# Dead Trigger 2
Dead Trigger 2 es un videojuego de disparos en primera persona con la modalidad Free-to-Play desarrollado por Madfinger Games. Fue anunciado el 6 de enero del 2013 y lanzado el 23 de octubre del mismo año, siendo el octavo juego desarrollado por la compañía tanto para dispositivos Android como aquellos con iOS. El 20 de febrero de 2014 fue adaptado para Facebook.

## Sinopsis
La historia se sitúa en una época posapocalíptica repleta de zombis en la que la humanidad lucha por sobrevivir. El jugador deberá enfrentar a hordas de caminantes alrededor de todo el mundo mientras intenta recolectar dinero y oro para mejorar su arsenal.
Después de la entrega anterior, Kyle (héroe y protagonista de la entrega anterior) Se encuentra perdido en Nueva York donde las fuerzas militares intentan frenar el caos causado por el patógeno viral pero no lo lograron (Probablemente Durante los Sucesos De Unkilled ). En el modo tutorial, Nuestro protagonista camina por las calles y se topa con un transeúnte quien se comporta de un modo extraño, este le pide un pequeño favor al Protagonista de traerle un poco de agua la cual se la llevamos pero aquel sujeto se convierte en un zombi devorando un cadáver, Kyle no toma opciones y lo mata.
Después de aquel incidente, Kyle huye por el aparcadero de coches el cual esta infestado de zombis, Kyle toma una pistola y se defiende. Aquí es donde conocemos a una joven enfermera llamada Tara quien nos ayudará a escapar. Ya en el subterráneo del metro, ambos personajes se dirigen al punto de salida, pero un gigantesco monstruo los ataca,destruyendo más la estructura del metro haciendo que Kyle caiga un piso abajo obligando a los dos personajes a separarse y huir por otra ruta alternativa la cual esta llena de Muertos Caminantes. después de haberlos cruzado, nos reuniremos con Tara a quien acompañamos hasta una furgoneta donde ambos personajes huyen con el vehículo antes que el monstruo de antes los aplaste.
Ya a salvo en un centro comercial en los almacenes se establece un cuartel general y con Tara de nuestro lado se encargara de crear objetos médicos para las misiones (Tara se encarga de crear elementos de curación para el protagonista y si el nivel de tecnología es superior y su mesa en el mismo nivel mejores medicinas se pueden recibir pero requiere tiempo para que los produzca).
Nuevamente por las calles infestadas por los Zombis nos topamos con más supervivientes que se unirán con el jugador en el centro comercial entre ellos Buck el armero (es el encargado de crear armas y mejorarlas según el nivel de mejoras), un Ingeniero llamado Roberto (Es el encargado de crear trampas cazabobos, explosivos y pollos con aditamentos como cajas de municiones, ametralladoras y pollos suicidas que ayudan al jugador a matar Zombis), y el contrabandista llamado Yusif (Un hombre con antecedentes de vender objetos en el mercado negro por oro y entre las mejoras nos puede ofrecer potenciadores de salud, de resistencia y tokens de reanimación en caso de que el jugador muera, aunque no es posible usar este último en campeonatos especiales) y por último el Científico llamado Herman (Es el encargado de mejorar toda la tecnología del refugio).
Después del rescate, El grupo se dirige hasta África en donde la infección se ha acelerado junto a los procesos de mutación. En esta campaña Kyle debe encontrar suficientes suministros de agua y comida. Al cabo de un tiempo el científico investiga el proceso de mutación en una mina abandonada y exactamente ahí existe un químico que muta el virus rápido, haciendo vital el destruirla; Kyle reúne suficientes explosivos y destruye el recinto abandonado y al regresar al refugio, el monstruo gigante (El mismo que atacó a Tara y a Kyle en el metro y el visto en el principio de la campaña en África) Regresa y nota la presencia de Kyle, atacandole lanzándole escombros. En un duelo a muerte Kyle usa las ametralladoras de Calibre 50 y derrota al monstruo, dando por terminado la primera campaña en África.
La siguiente campaña se trasladan a Shanghái, China En done Kyle junto con un equipo de soldados sobrevuelan los tejados de los centros de oficinas del CDC para averiguar el origen de la pandemia. Kyle se abre paso en las oficinas matando zombis y infectados especiales hasta toparse con un zombi rojo similar al iracundo que golpeaba violentamente una gran caja fuerte, el zombi al ver a Kyle se asusta y huye saltando por las ventanas del edificio, de repente se oye una voz dentro de la abollada caja fuerte y sale un científico llamado Dr. Adamos quien dice que puede ayudar al protagonista a buscar para que realmente se usaría el virus, Kyle lo escolta hasta los tejados donde serían evacuados por un helicóptero. El protagonista regresa nuevamente al edificio por petición de Adamos para encontrar un disco duro que contiene la información del virus y el proyecto, pero en el proceso el edificio es asaltado por unos mercenarios que buscaban el disco también, probablemente para destruir las pruebas de los involucrados y la información del virus, Kyle logra evitar los francotiradores y llega al ordenador central para extraer el disco, huyendo de la escena antes que los mercenarios lo maten.
En la información del disco, el mismo zombi rojo visto por Kyle resulta ser el ZC (paciente cero) el que dio paso al brote en el mundo y para capturarlo Kyle y el Dr. Adamos colocan dispensadores de toxinas para atraer al ZC, lo cual funciona pero destruye uno de los dispensadores, Kyle y Adamos van tras de él hasta una zona de contenedores en donde el protagonista enfrenta al ZC y lo derrota. Tras la pelea con el monstruo, como última petición, Adamos pide despejar el hospital de Shanghái para disecar e investigar el cadáver del ZC (también conocido como "El primero") junto con Herman. Después de despejar el hospital junto con Buck, los Científicos investigan y disecan el cadáver del ZC pero el edificio es asaltado por los mercenarios que Kyle vio en las oficinas del CDC. Herman sobrevive al ataque, pero el doctor Adamos no. Kyle saca a Herman y huyen del lugar. Finalmente el paradero de los mercenarios resulta estar en Europa, adonde Kyle y sus aliados lo acompañan.
En la Campaña de Europa, Kyle aterriza en un aeropuerto en el cual se encontraba atrapado un "Mensajero de la Resistencia", nuestro protagonista se abre paso por las salas del lugar hasta llegar al cuarto en donde se encontraba este personaje atrapado, su Nombre es Eddie y nos pide que lo escoltemos hasta la salida por un atajo que el conoce. Más adelante Kyle y Eddie se mueven por el subterráneo y buscan una salida a la superficie, hasta que finalmente lo logran.
Gracias a Eddie, Kyle se entera de que el líder de los mercenarios que robaron el cuerpo del "primero", es un tipo llamado T.N.T(quién es amigo del contrabandista Yusif y dueño de la arena de la muerte)
Buck les dice que T.N.T esta organizando una fiesta en un banco abandonado, Kyle va con Eddie,que logran infiltrarse en la fiesta diciendo que son los chicos de las provisiones. Al entrar al edificio le pregunta al Barman donde encontrar a T.N.T y este le dice que se encuentra en la terraza. El sitio esta lleno de locos fuertemente armados pero distraídos, divirtiéndose en la fiesta, así que Kayle llega a uno de los generadores del primer piso y lo apaga, después de eso logra llegar a T.N.T y Kyle lo interroga, T.N.T dice que el supuesto cuerpo esta en los almacenes por los rumores que oyó. El banco es asaltado por una gran horda zombi matando a todos excepto a T.N.T quien huyó y al llegar con Eddie este ha muerto por los zombis.
Kyle va directamente a los almacenes para buscar el cuerpo del "Primero" pero resulta ser una trampa la cual Kyle pudo sobrevivir y luego persigue a T.N.T por la ciudad. Kyle lo atrapa y tortura para sacarle información, T.N.T cede y dice que los tipos que se llevaron el cuerpo son los Black Coast: un grupo terrorista responsable del brote zombi y los mismos que atacaron el CDC de Shanghái, mataron a Adamos y atacaron a Herman.
Roberto y Herman pelean en la ciudad y por lo que logró sacar de información a T.N.T, el cuerpo del Primero esta en una universidad cercana donde lo tienen los Black coast, el lugar se perdió por completo ya que los gases que se usaron para mutar a los zombis destruyeron el complejo, aunque Kyle y Herman pudieron abrirse paso. Por fin Herman diseca y trabaja para obtener las muestras del cuerpo del ZC a lo cual Kyle por fin sabe que este grupo tiene planes aun peores para dar el primer golpe, Kyle se enfrenta a dos zombis similares al Primero , pero

## Idioma
Dead Trigger 2 es un juego de variados idiomas que van del inglés al español.